# Большие Лужки
Большие Лужки — деревня в Гороховецком районе Владимирской области России, входит в состав Куприяновского сельского поселения.

## География
Деревня расположена на высоком берегу реки Клязьма в 11 км к западу от центра поселения деревни Выезд и в 8 км на запад от Гороховца.

## История
Деревня Лужки Быстрицкого прихода впервые упоминается в переписных книгах 1678 года, в ней было 6 дворов. В 2 км западнее от деревни располагался Быстрицкий погост. В писцовых книгах 1628 года на погосте отмечена деревянная церковь Николая Чудотворца. В 1743 году вместо деревянной церкви в Быстрицах на средства Гороховецкого купца Ивана Холкина построен каменный двухэтажный храм. В нижнем этаже престол был освящен во имя Святого Николая Чудотворца в 1746 году, а в верхнем в честь Рождества Христова в 1761 году. В 1868 году храм был перестроен, так как в его стенах оказались трещены. В 1871 году при храме устроена новая каменная колокольня. В 1871 году престол в верхнем этаже переименован в честь Боголюбской иконы Божьей Матери. В деревне Большие Лужки имелась школа грамоты.
В годы Советской Власти в бывшей церкви располагались курсы для офицеров и военный летний лагерь.
В конце XIX — начале XX века деревня Большие Лужки входила в состав Красносельской волости Гороховецкого уезда. В 1859 году в деревне числилось 27 дворов, в 1905 году — 30 дворов.
С 1929 года деревня входила в состав Княжичевского сельсовета Гороховецкого района, позднее — в составе Куприяновского сельсовета. С 2005 года входит в состав Куприяновского сельского поселения.

## Население
| 1859 | 1905 |
| ---- | ---- |
| 179  | 216  |

| 1859 | 1905 | 1926 | 2002 | 2010 | 2021 |
| ---- | ---- | ---- | ---- | ---- | ---- |
| 179  | ↗216 | ↘138 | ↘46  | ↘29  | ↘20  |

## Достопримечательности
В 2 км от деревни в бывшем погосте Быстрицы располагается полуразрушенная Церковь Боголюбской иконы Божией Матери